# ByteDance
ByteDance Ltd. (字节跳动, также известна как Beijing ByteDance Technology Co., Ltd.) — китайская частная холдинговая интернет-компания, владеющая рядом популярных сервисов (в том числе платформами для обмена видео TikTok и Xigua, новостными агрегаторами Toutiao и BaBe, социальной сетью Helo). Основана Чжан Имином в 2012 году, штаб-квартира расположена в Пекине (официально компания зарегистрирована на Каймановых островах).
ByteDance наряду с Ant Financial (оператор платёжной системы Alipay) и DiDi (сервис заказа такси) входит в тройку ведущих «компаний-единорогов» Китая (стартапов, чья рыночная оценка стоимости превысила 1 млрд долл.). Кроме того, ByteDance входит в «большую пятёрку» китайских интернет-компаний (наряду с Alibaba Group, Tencent, Baidu и NetEase).
Из-за связей с правительством Китая, политической цензуры и сбора данных пользователей своих приложений ByteDance несколько раз оказывалась под расследованием в США и других странах. Среди тысяч цензоров, контролирующих контент приложений ByteDance, преобладают члены Коммунистической партии Китая.

## История
В марте 2012 года инженер-программист Чжан Имин, окончивший Нанькайский университет в Тяньцзине, основал интернет-компанию ByteDance, которая в августе 2012 года запустила приложение Toutiao. В сентябре 2016 года на китайском рынке появился видео-сервис Douyin. Летом 2017 года видео-сервис TikTok был запущен для iOS и Android на большинстве рынков за пределами Китая. В ноябре 2017 году ByteDance приобрела китайско-американский видеохостинг musical.ly, который в августе 2018 года объединился с TikTok (тогда же бренд TikTok вышел на рынок США). Если в 2017 году ByteDance была оценена в 20 млрд долл., то в 2018 году — уже в 75 млрд долл..
В апреле 2018 года под давлением китайских властей ByteDance была вынуждена закрыть популярное юмористическое приложение Neihan Duanzi. По состоянию на ноябрь 2018 года компания ByteDance имел более 800 млн ежедневно активных пользователей на всех своих платформах. По состоянию на начало 2019 года ByteDance имела свыше 1 млрд активных ежемесячных пользователей в восьми мобильных приложениях. На тот момент состояние Чжан Имина равнялось 13 млрд долл. (он занимал девятую строчку среди богатейших людей материкового Китая).
Летом 2019 года ByteDance запустила собственную поисковую систему Toutiao Search, составив конкуренцию Baidu. В декабре 2019 года ByteDance создала совместное предприятие в сфере видео с государственной издательской группой Dongfang Newspaper Company (Шанхай). Весной 2020 года оценка стоимости ByteDance превысила 100 млрд долл., а число ежемесячных активных пользователей превысило 1,5 млрд человек. Однако уже в июне 2020 года, на фоне резкого обострения индо-китайских отношений, власти Индии заблокировали десятки китайских приложений, включая TikTok и Helo. Кроме того, ByteDance прекратила работу приложения TikTok в Гонконге.
В августе 2020 года президент Дональд Трамп подписал указ против сервиса TikTok, вынуждая ByteDance продать его американским инвесторам. Осенью 2020 года ByteDance начала строительство инновационного центра в Чэнду. По состоянию на декабрь 2020 года у ByteDance было около 1,9 млрд ежемесячных активных пользователей на всех платформах компании. В июне 2021 года администрация Джо Байдена отменила ограничения в отношении сети TikTok на территории США.
В сентябре 2021 года ежемесячная аудитория TikTok превысила 1 млрд человек. В октябре 2021 года основатель Beijing ByteDance Technology Чжан Имин с состоянием в размере 340 млрд юаней занял второе место среди миллиардеров Китая. По итогам 2021 года TikTok стал самым посещаемым веб-сайтом в мире, обогнав лидера 2020 года Google. По состоянию на апрель 2024 года, ByteDance была самой ценной компанией-единорогом в мире с рыночной стоимостью, оцененной примерно в 1,56 трлн юаней.

## Сервисы

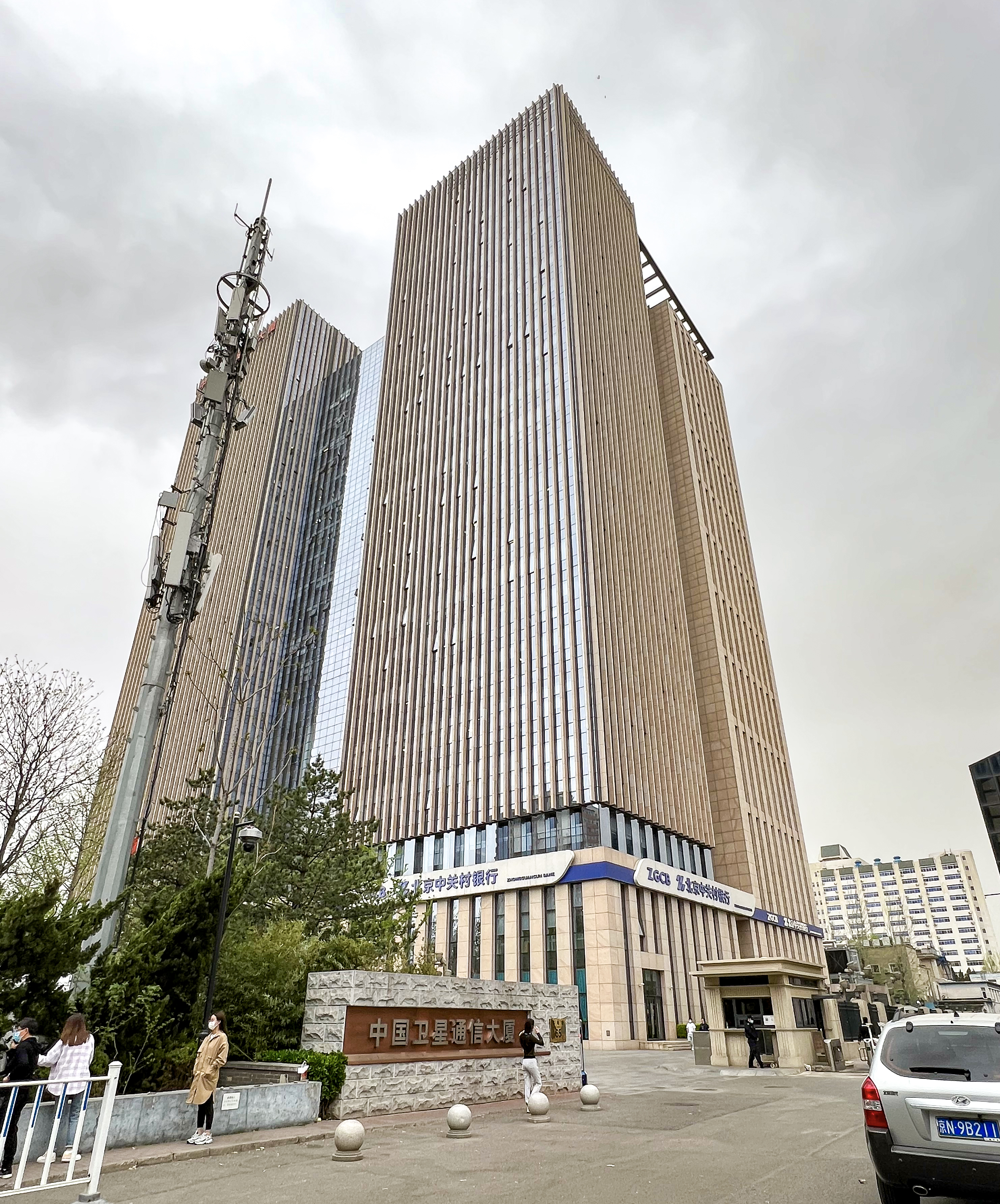
Один из пекинских офисов ByteDance

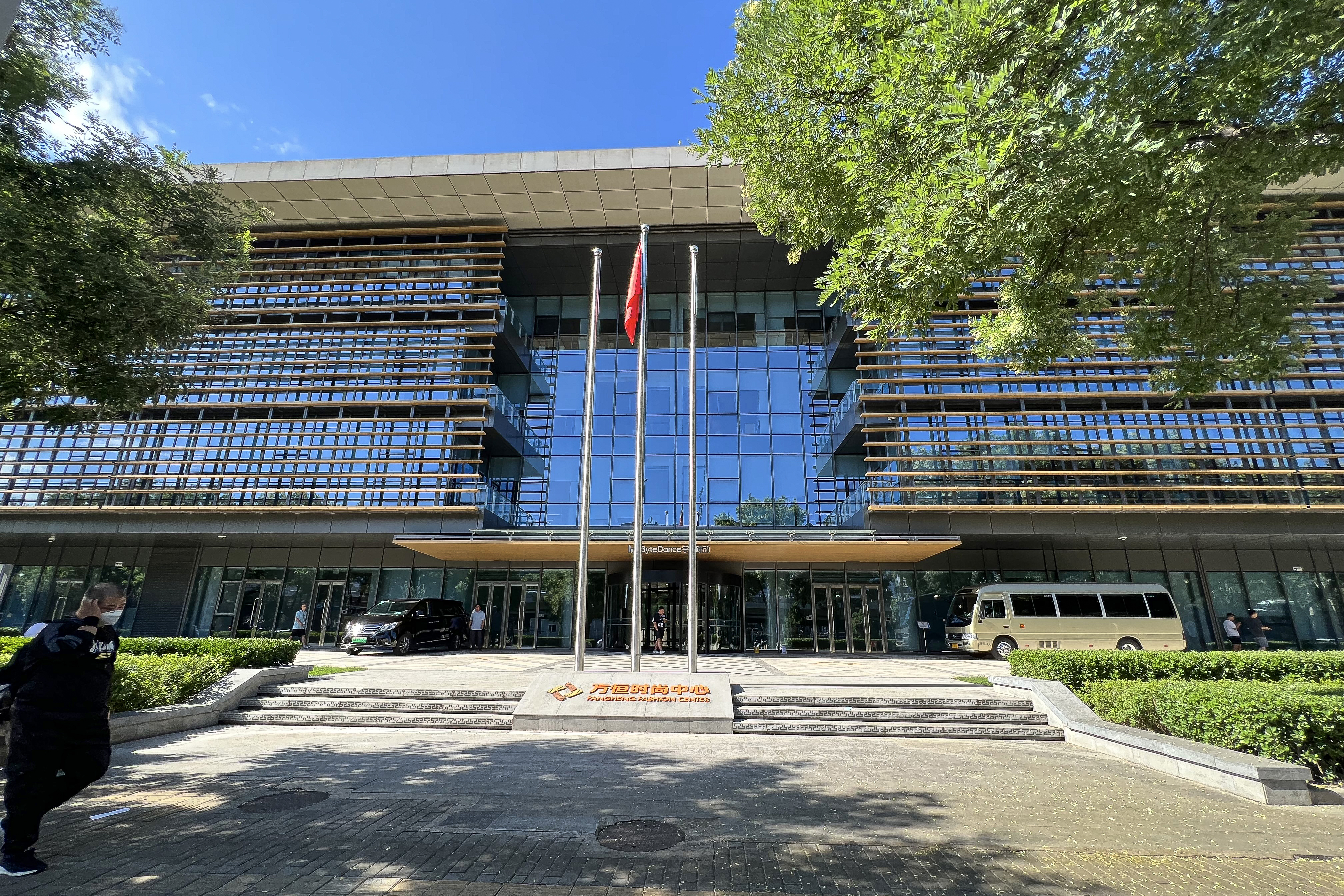
Один из пекинских офисов ByteDance

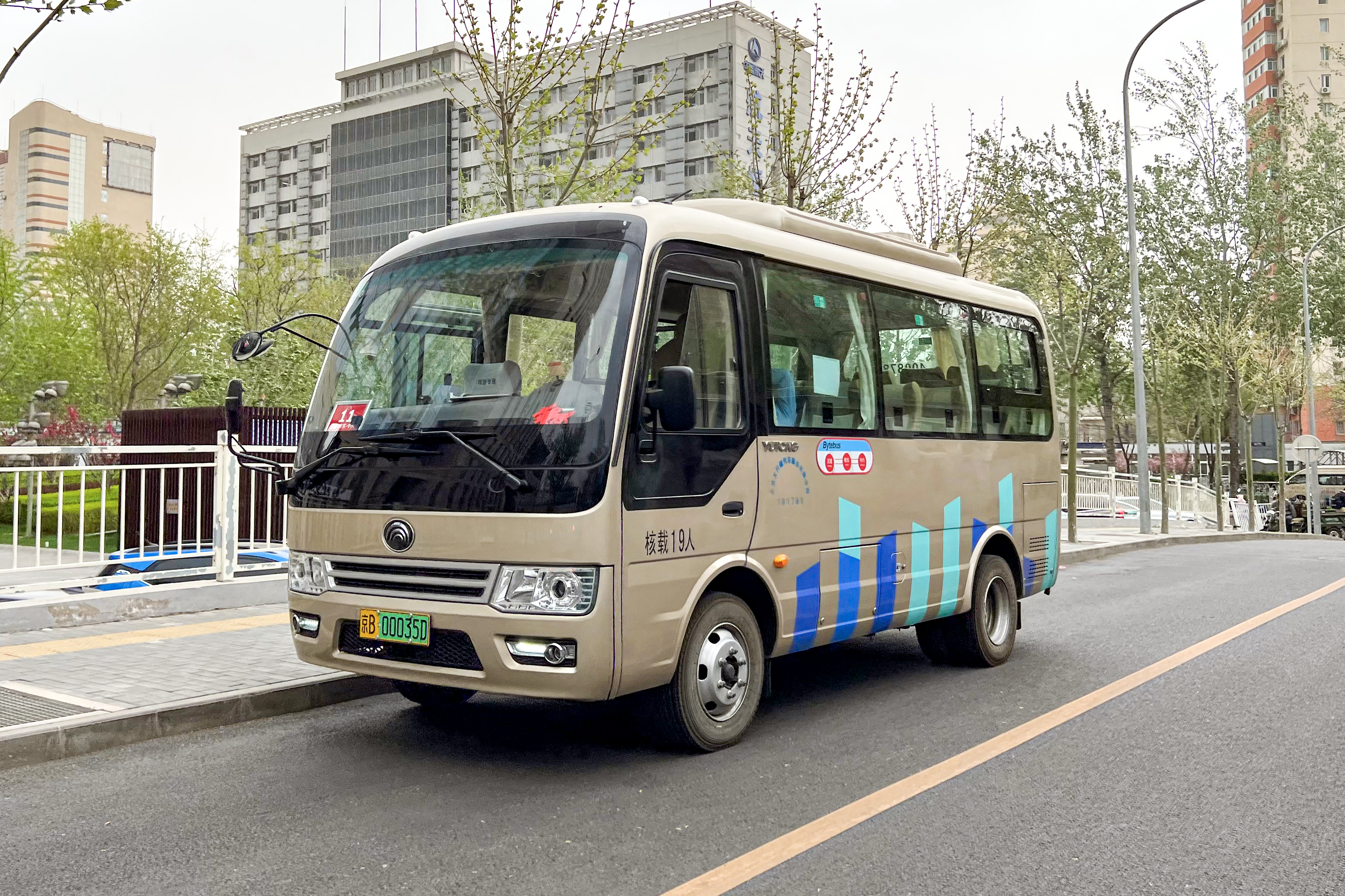
Автобус ByteDance

В марте 2012 года компания ByteDance запустила своё первое приложение под названием Neihan Duanzi, с помощью которого пользователи обменивались шутками, интернет-мемами и юмористическим видео. На пике популярности в 2017 году у Neihan Duanzi было более 200 млн пользователей. В апреле 2018 года под давлением властей ByteDance была вынуждена закрыть Neihan Duanzi.
По состоянию на 2020 год компания ByteDance имела семь основных сервисов: 
- TikTok (мировой сервис для создания и просмотра коротких видео)
- Douyin (китайский сервис для создания и просмотра коротких видео)
- Xigua Video (китайский сервис для создания и просмотра коротких и длинных видео)
- Toutiao (китайское новостное мобильное приложение)
- BaBe (индонезийское новостное мобильное приложение)
- Helo (индийская социальная сеть на нескольких национальных языках)
- Lark (облачный сервис для повышения производительности)

### Другие сервисы
В августе 2015 года компания ByteDance запустила в Соединённых Штатах TopBuzz — контент-платформу для коротких видео, статей, новостей и GIF (в 2016 году TopBuzz заработала также в Бразилии и Японии). В октябре 2016 года ByteDance инвестировала средства в индийский новостной агрегатор Dailyhunt, а в декабре 2016 года — в индонезийский новостной агрегатор BaBe.
В феврале 2017 года ByteDance приобрела американское видео приложение Flipagram, в июле 2017 года компания запустила свою платформу коротких видео Hypstar (Vigo Video) в Юго-Восточной Азии (позже оба эти сервиса влились в TikTok). В ноябре 2017 года ByteDance инвестировала средства в Live.me — мобильное стриминговое приложение, управляемое компанией Cheetah Mobile, приобрела у этой же компании французский новостной сервис News Republic, а также поглотила musical.ly.
В декабре 2019 года ByteDance запустила в тестовом режиме своё музыкальное стриминговое приложения Resso в Индии и Индонезии (официальный запуск состоялся в марте 2020 года). В апреле 2020 года Администрация киберпространства Китая приказала ByteDance отказаться от своего инструмента офисного сотрудничества Feishu, потому что его можно использовать для обхода интернет-цензуры. В августе 2021 года ByteDance начала тестировать новую платформу Effect Studio с эффектами дополненной реальности. В начале 2023 года электронная торговая площадка TikTok Shop начала работать в странах Юго-Восточной Азии. В июле 2023 года ByteDance запустила сервис стриминга музыки TikTok Music в Бразилии и Индонезии.

## Акционеры
Контрольный пакет акций ByteDance принадлежит Чжан Имину (председатель правления и CEO) и Чжан Лидуну (старший вице-президент). Среди портфельных инвесторов ByteDance — Kohlberg Kravis Roberts, Sequoia Capital, Coatue Management, General Atlantic, Susquehanna International Group (США), Hillhouse Capital Group, Source Code Capital (Китай), SoftBank (Япония).

## Структура
Компании ByteDance Ltd. (Кайманы) принадлежит пять дочерних компаний — Tik Tok Ltd. (Кайманы), Lark Technologies Ltd. (Кайманы), Lemon Inc. (Кайманы), ByteDance Inc. (США) и ByteDance Ltd. (Гонконг). Им в свою очередь принадлежит ряд других дочерних компаний в США, Японии, Сингапуре, Великобритании и Индии.
По состоянию на конец 2019 года в ByteDance работало свыше 60 тыс. сотрудников. Компания имела 15 научно-исследовательских центров по всему миру и офисы в 126 городах, включая Пекин, Шанхай, Лос-Анджелес, Нью-Йорк, Лондон, Париж, Берлин, Дубай, Мумбаи, Сингапур, Джакарту, Сеул и Токио. Лаборатория искусственного интеллекта ByteDance, основанная в 2016 году, разрабатывает ботов, которые пишут новостные статьи, и алгоритмы машинного обучения для персонализированных информационных рекомендаций.

## Деятельность

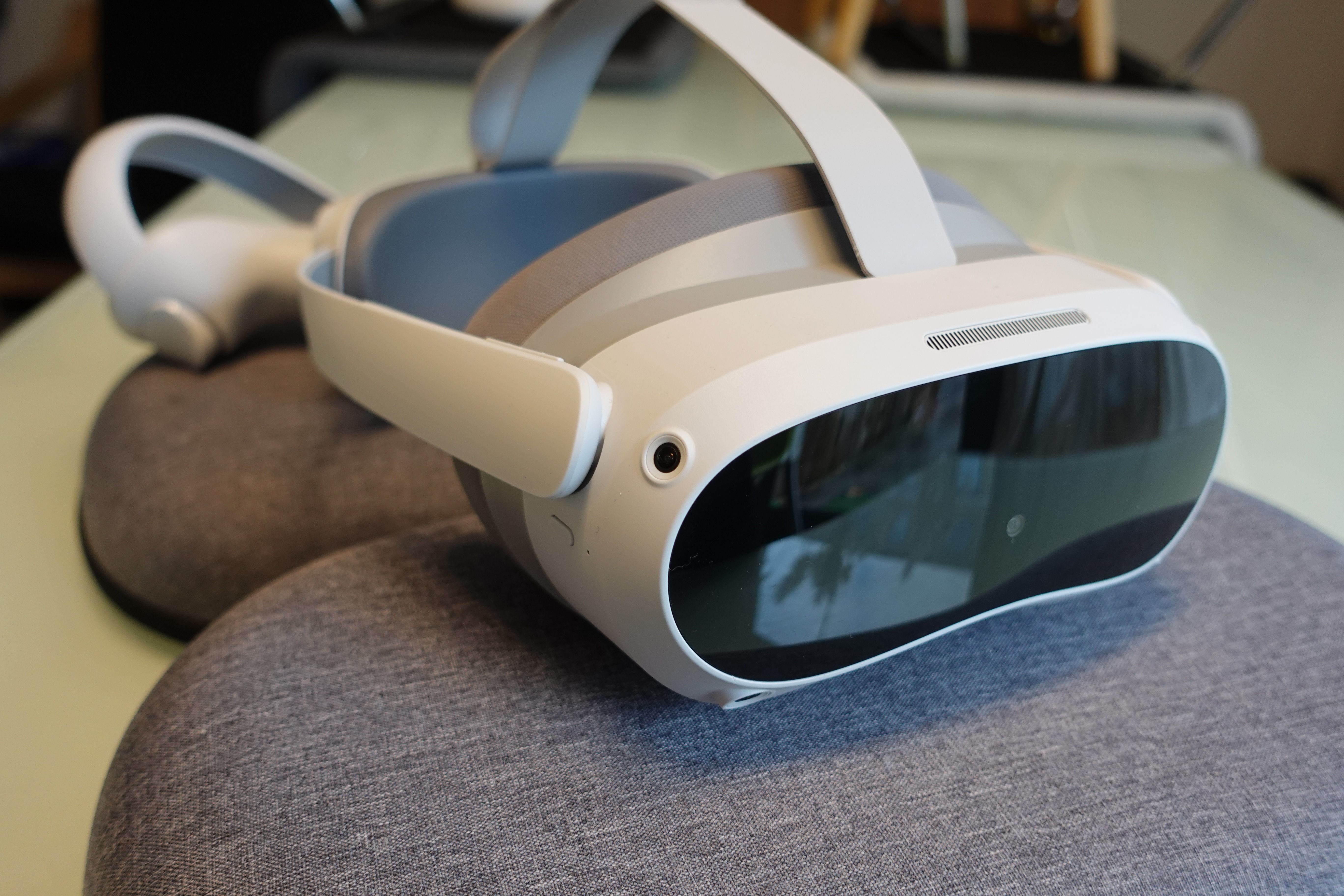
Гарнитура виртуальной реальности PICO 4

Основной доход компания ByteDance получает от рекламы, покупок внутри приложений и мобильных игр. Основные рынки ByteDance — Китай, США, Индия, Индонезия, Бразилия, Япония, Южная Корея, Франция, Великобритания, Германия, ОАЭ и Сингапур.
По итогам 2021 года ByteDance входила в тройку крупнейших мировых производителей наголовных дисплеев виртуальной реальности (шлемы под брендами Pico VR и Pico Neo).